# Глоговце (Липљан)
Глоговце (алб. Gllogoc или Gllogoci) је насеље у општини Липљан, Косово и Метохија, Република Србија.

## Географија
Глоговце се налази на 550 метара надморске висине, и то на координатама 42° 30′ 19" северно и 21° 8′ 45" источно.
Налази се на деветнаест километара од Приштине.

## Демографија
| Етнички састав према попису из 1981.‍ | Етнички састав према попису из 1981.‍ | Етнички састав према попису из 1981.‍ | Етнички састав према попису из 1981.‍ | Етнички састав према попису из 1981.‍ |
| ------------------------------------ | ------------------------------------ | ------------------------------------ | ------------------------------------ | ------------------------------------ |
|                                      |                                      |                                      |                                      |                                      |
| Албанци                              | Албанци                              |                                      | 1.275                                | 88,23%                               |
| Срби                                 | Срби                                 |                                      | 170                                  | 11,76%                               |

| Демографија | Демографија | Демографија |
| Година      | Становника  | Становника  |
| ----------- | ----------- | ----------- |
| 1948.       | 691         |             |
| 1953.       | 795         |             |
| 1961.       | 1.001       |             |
| 1971.       | 1.291       |             |
| 1981.       | 1.445       |             |
| 1991.       | 1.516       |             |